# Everis
A everis é uma empresa multinacional de consultoria que desenvolve soluções de negócio, tecnologia da informação e outsourcing para os setores de bancos, seguros, telecomunicações, indústria e governo.
A everis iniciou sua atividade com a designação de DMR Consulting em 1996, abrindo um escritório em Madrid. Expandiu-se nos anos seguintes, através da abertura de novos escritórios em Barcelona, Sevilha, Valência, Santiago do Chile (1998), Lisboa (1999), Milão e Buenos Aires (2000), Roma, Cidade do México e São Paulo (2001), Uberlândia (2009), Monterrey e Bogotá.
Em Outubro de 2006, coincidindo com o seu décimo aniversário, procedeu-se à alteração do nome e da imagem corporativa da empresa, passando-se a chamar everis. Nesta data, a empresa contava com a colaboração de mais de 7000 profissionais, tendo um volume de faturamento na ordem de 398 milhões de euros, por todo o mundo.
Em 2010, a everis Portugal foi considerada a melhor empresa para trabalhar para jovens, na classificação organizada pelo Great Place to Work Institute em Portugal, ficando classificada em 6º lugar na classificação global.
Em 2014 a everis passou a ser uma empresa do Grupo japonês NTT Data e em outubro de 2021 anunciou que ia mudar a sua marca para NTT DATA tornando-se assim na sexta maior empresa de serviços de TI do mundo, com presença em mais de 50 países e cerca de 140 000 funcionários. Hoje em dia a marca everis já não existe uma vez que toda a estrutura foi absorvida pela companhia-mãe NTT Data.